# Loverboy (banda)
Loverboy es una banda canadiense de hard rock en funcionamiento desde 1979, con gran éxito en Norteamérica en la década de los ochenta.

## Historia
Paul Dean (ex-Streetheart) y Mike Reno (ex-Moxy) ensayan con sus respectivas bandas en un local de ensayo en Calgary, Canadá. Pronto empiezan a componer y escribir música juntos con el teclista Doug Johnson. En la primavera de 1979, el batería de los Streetheart, Matt Frenette se les une y los cuatro se trasladan a Vancouver. Allí encuentran al bajista Scott Smith (ex-Dalbello) y nace Loverboy.
Impresionados por las demos de la banda, Columbia Records (CBS) los contrata para grabar un disco y Loverboy se edita en 1980 en EE. UU. y Canadá primero, llegando a Europa y Australia en 1981, consiguiendo un par de hits en las radios. Para promocionar el álbum el grupo hace de teloneros a gente como Kiss, Cheap Trick, Bob Seger, Kansas y ZZ Top.
El segundo álbum, Get Lucky, se pone a la venta en EE. UU. y Canadá en octubre de 1981 e inmediatamente se lanzan a la carretera con Journey. Mientras, su álbum de debut alcanza el disco de platino en los ’states’ y cuádruple platino en Canadá. En enero del ‘82 giran por primera vez por EE. UU. como cabezas de cartel y arrasan en los Juno Awards (los Grammy canadienses).
Ya en 1983, Keep it Up vende un millón de copias en el primer mes de ponerse en venta, seguido de otra gira por el continente norteamericano.
Lovin’ Every Minute of It vende dos millones de copias cuando sale en 1985 y de él se extraen varios singles con un gran éxito culminando en lo más alto de las listas con "Heaven in Your Eyes" perteneciente a la banda sonora de Top Gun en 1986.
Tras Wildside, publicado en 1987, la banda se toma un respiro para replantearse su posición dentro del panorama roquero de entonces. Sin una ruptura oficial, los chicos emprenden carreras musicales al margen de Loverboy y no es hasta 1993 que vuelven a reunirse todos para celebrar un concierto en beneficio de un amigo enfermo. Tras esa actuación y con un par de recopilatorios en el mercado, los chicos toman conciencia de que la llama continúa viva y se embarcan en una gira por distintos festivales y casinos alcanzando la media de 100 fechas por año durante todos los 90.
En el año 2000 se anuncia que Loverboy se tomarán un año sabático tras su actuación benéfica a favor de la asociación Juvenile Diabetes el 25 de noviembre (en la cual recaudan 62.000 dólares). Sería la última actuación de los cinco miembros originales: el 30 de noviembre, Scott Smith sale con un par de amigos a navegar frente a la costa de San Francisco. Cuatro millas adentro y en medio de una tormenta, Scott cae al agua sin que nadie pueda hacer nada y tras varios días de intensa búsqueda se le da por ‘desaparecido en el mar’.
Con el apoyo de fanes y de la propia familia de Scott, Loverboy vuelve a la actividad a principios de 2001 con Ken Sinneave (ex-Streetheart) supliendo la baja de Scott, y se embarcan en una gira para promocionar el álbum en directo Live, Loud and Loose, dedicado al desaparecido bajista.
En 2005 se cumplen los veinticinco años desde que el grupo publicara su primer álbum y lo celebran por todo lo alto con una actuación para la NBC. Los festejos culminarían con las gratificaciones de la Juvenile Diabetes a modo de premio honorífico y la inclusión del grupo en el West Coast Music Hall of Fame.
Tras la gira americana de 2006, Loverboy publican en 2007 Just Getting Started.

## Miembros
- Paul Dean [1979- ]
- Mike Reno (1979- ]
- Doug Johnson [1979- ]
- Matt Frenette [1979-]
- Scott Smith [1979-2000]
- Ken Sinneave [2000- ]

## Discografía

### Oficial
- Loverboy (1980)
- Get Lucky (1981)
- Keep It Up (1983)
- Lovin' Every Minute Of It (1985)
- Wildside (1987)
- Six (1997)
- Just Getting Started (2007)
- Rock 'N' Roll Revival (2012)
- Unfinished Business (2014)

### Directos y recopilatorios
- Big Ones (1989)
- Loverboy Classics (1994)
- Temperature's Rising (1994)
- Super Hits (1997)
- Live, Loud and Loose (2001)

### Singles
- "Turn Me Loose" (1981) #35 US
- "The Kid Is Hot Tonite" (1981) #55 US
- "Working for the Weekend" (1981) #29 US
- "When It's Over" (1982) #26 US
- "Hot Girls in Love" (1983) #11 US
- "Queen of the Broken Hearts" (1983) #34 US
- "Lovin' Every Minute of it" (1985) #9 US
- "Dangerous" (1985) #65 US
- "Joel and Thoxor" (2012) #1 US
- "Lead A Double Life" (1986) #68 US
- "Heaven In Your Eyes" (1986) #12 US
- "Notorious" (1987) #38 US
- "Too Hot" (1989) #84 US